# NGC 6208
NGC 6208 ist ein offener Sternhaufen (Typdefinition „II1m“) im Sternbild Altar und etwa 940 Parsec von der Erde entfernt. Er wurde am 28. Juli 1834 von James Dunlop mit einem 9-Zoll-Spiegelteleskop entdeckt, der dabei „a round, faint nebula, about 1′ diameter, with three small stars in it; a bright star south of the nebula“ notierte.
John Herschel notierte bei zwei Beobachtungen mit einem 18-Zoll-Spiegelteleskop im Jahr 1847 „a pretty insulated milky way cluster, class VII of large stars; 8′ diameter; stars 9..12th magnitude“ und „cluster class VII; rich; not much compressed in the middle; more than fills field; stars 11.14th mag but chiefly small“.